# Шахристан (перевал)
Шахриста́н — перевал через Туркестанский хребет, на шоссе Худжанд — Душанбе (Таджикистан).
Высота — 3378 метров. Относительно пологий подъём с севера, со стороны Ура-Тюбе, и крутой, с серпантинами спуск на юге в долину реки Зеравшан, к посёлкам Зафарабад и Айни. Зимой перекрывается снежными заносами и лавинами. В конце марта и начале апреля на перевале из-за потепления ежегодно происходит сход снега, что приводит к чрезвычайным последствиям.
До постройки Шахристанского тоннеля являлся единственной дорогой, соединяющей север Таджикистана и Зеравшанскую долину с центральными и южными районами (Айни, Матча и Пенджекент).
Частым явлением становятся заторы, где водителям и пассажирам приходится сутками ночевать на перевале в машинах.

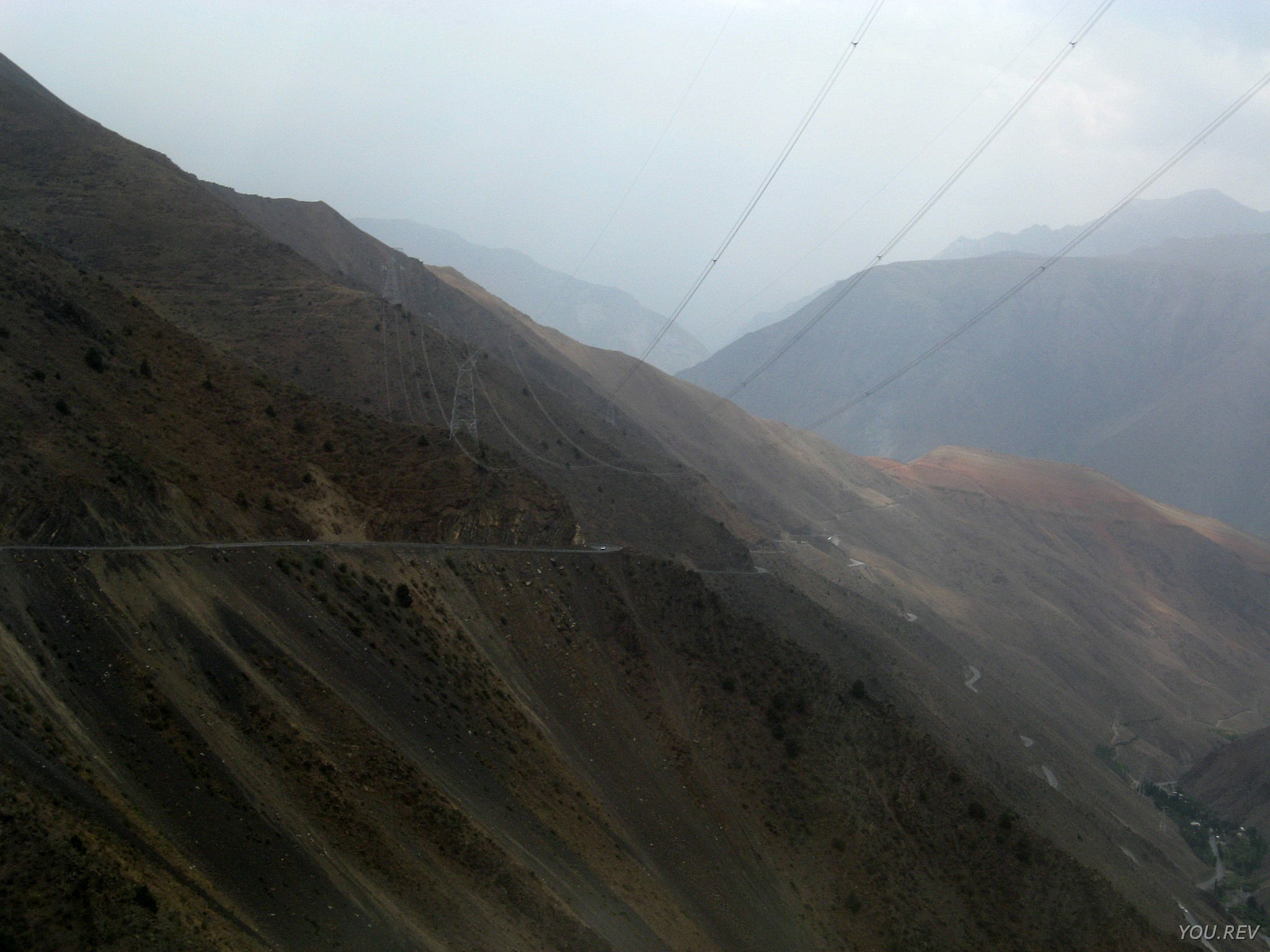
Вид с перевала в сторону Айни

После введения визового режима между Узбекистаном и Таджикистаном в 2000 году, приоритетом для правительства Таджикистана стало круглогодичное функционирование проезда через перевал, так как дорога приобрела стратегическую важность.
По плану реабилитации автодороги «Душанбе — Айни — Истаравшан — Худжанд — Бустон — Чанак (граница с Узбекистаном)», в 2012 году под перевалом был построен Шахристанский тоннель длиной 5253 метра.